# Gajewscy herbu Ostoja

Herb Ostoja, wersja średniowieczna

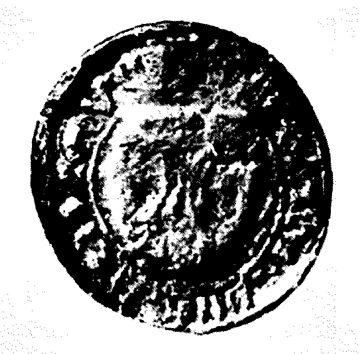
Pieczęć Jakusza z Blociszewa h. Ostoja

Gajewscy – polski ród szlachecki pieczętujący się herbem Ostoja, należący do heraldycznego rodu Ostojów (Mościców), wywodzący się od Błociszewskich h. Ostoja z Błociszewa w dawnym pow. kościańskim województwa poznańskiego. Gajewscy swoje nazwisko wzięli od wsi Gaj, położonej, podobnie jak Błociszewo, w dawnym pow. kościańskim województwa poznańskiego, którą posiadali od 1475 roku.

## Najstarsze świadectwaźródłowedotyczące rodu
Poniżej wymienione są wybrane świadectwa źródłowe dotyczące Gajewskich herbu Ostoja oraz wsi gniazdowych, Błociszewa i Gaju, do połowy XVI wieku.
- Najstarsza wzmianka na temat wsi Błociszewo oraz przedstawiciela rodu Błociszewskich h. Ostoja pochodzi z 1358 roku i dotyczy Jakusza z Błociszewa, który występował jako świadek w dokumencie o. Jana, opata lubińskiego[1][5][8][9].

- Najstarsza wzmianka na temat wsi Gaj pochodzi z 1401 roku i dotyczy synów Janusza z Jarogniewic, którzy byli w sporze z wdową po Andrzeju z wsi Kowalskie i jej synami o wsie Szewce, Gaj i połowę Marszewa[7].

- Najstarsza wzmianka dotycząca przedstawiciela rodu Ostojów posiadającego wieś Gaj pochodzi z roku 1475, kiedy to Mikołaj z Błociszewa, burgrabia kościański, kupił od Abrahama Kiebłowskiego rzeczoną wieś Gaj za 600 grzywien[7][1].

- W roku 1496 Piotr Błociszewski, syn Mikołaja zapisał swej żonie Małgorzacie, córce Wincentego Strzępińskiego po 100 zł węgierskich posagu i wiana na połowie Gaju[7][1]. Piotr miał dwóch synów, Jakuba i Wincentego wspomnianych w roku 1499[1].

- W roku 1510 odnotowano, że wieś Gaj należąca do Błociszewskich była opustoszała[7].

- W latach 1520–62 wieś Gaj była w posiadaniu Wincentego Błociszewskiego[7], syna Piotra i Małgorzaty Strzępińskiej[1], który odbudował spustoszoną wieś Gaj i uczynił zeń swą główną siedzibę, od której począł pisać się Gajewskim[10].

## Majątki ziemskie należące do rodu
Poniżej wymienione są ważniejsze dobra ziemskie należące do Gajewskich h. Ostoja.
Błociszewo, Brodnica, Grabianowo, Gaj, Czacz, Gorzyce, Gorzyczki, Przysieka Polska, Głuchowo, Luciny, Zadory, Roszkowo, Nietrzanowo, Witkówki, Słonin, Śląskowo, Rydzyna, Góra, Wolsztyn, Berzyna, Komorowo, Tłoki, Turzno, Piątkowo, Wałycz.

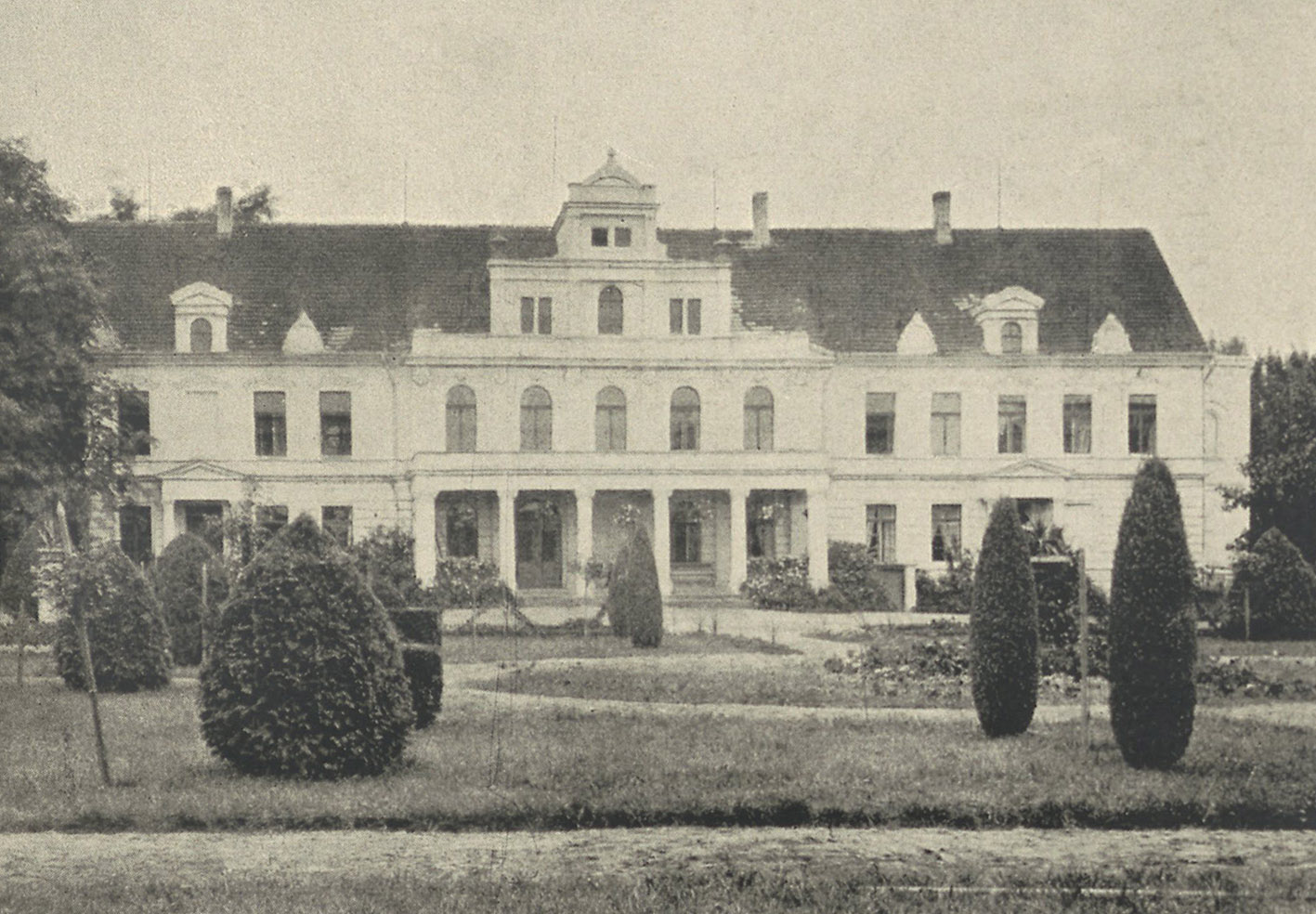
Pałac Wolsztyński[29], własność Apolinarego Gajewskiego, przed przebudową
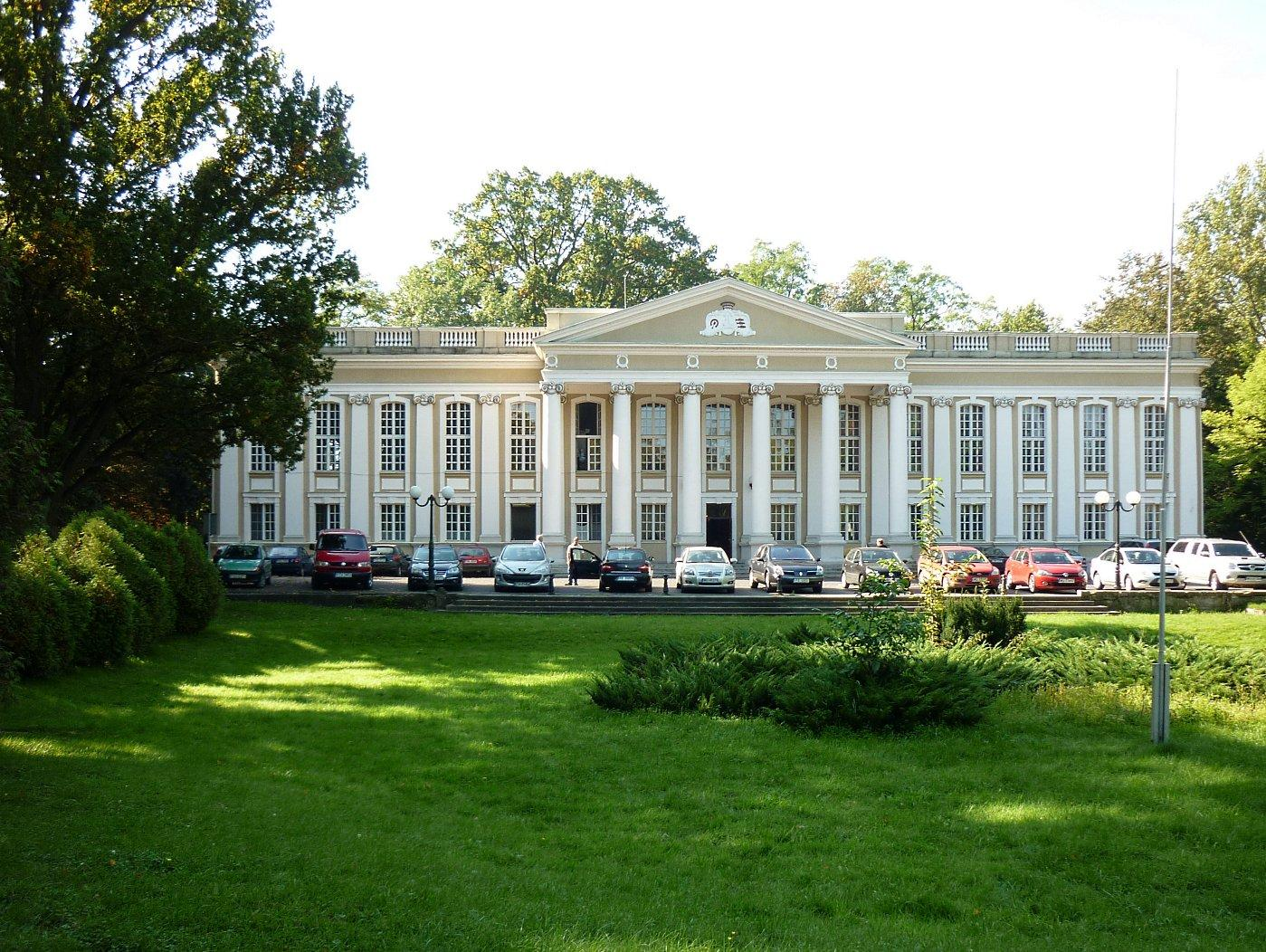
Pałac Wolsztyński w 2010 r.
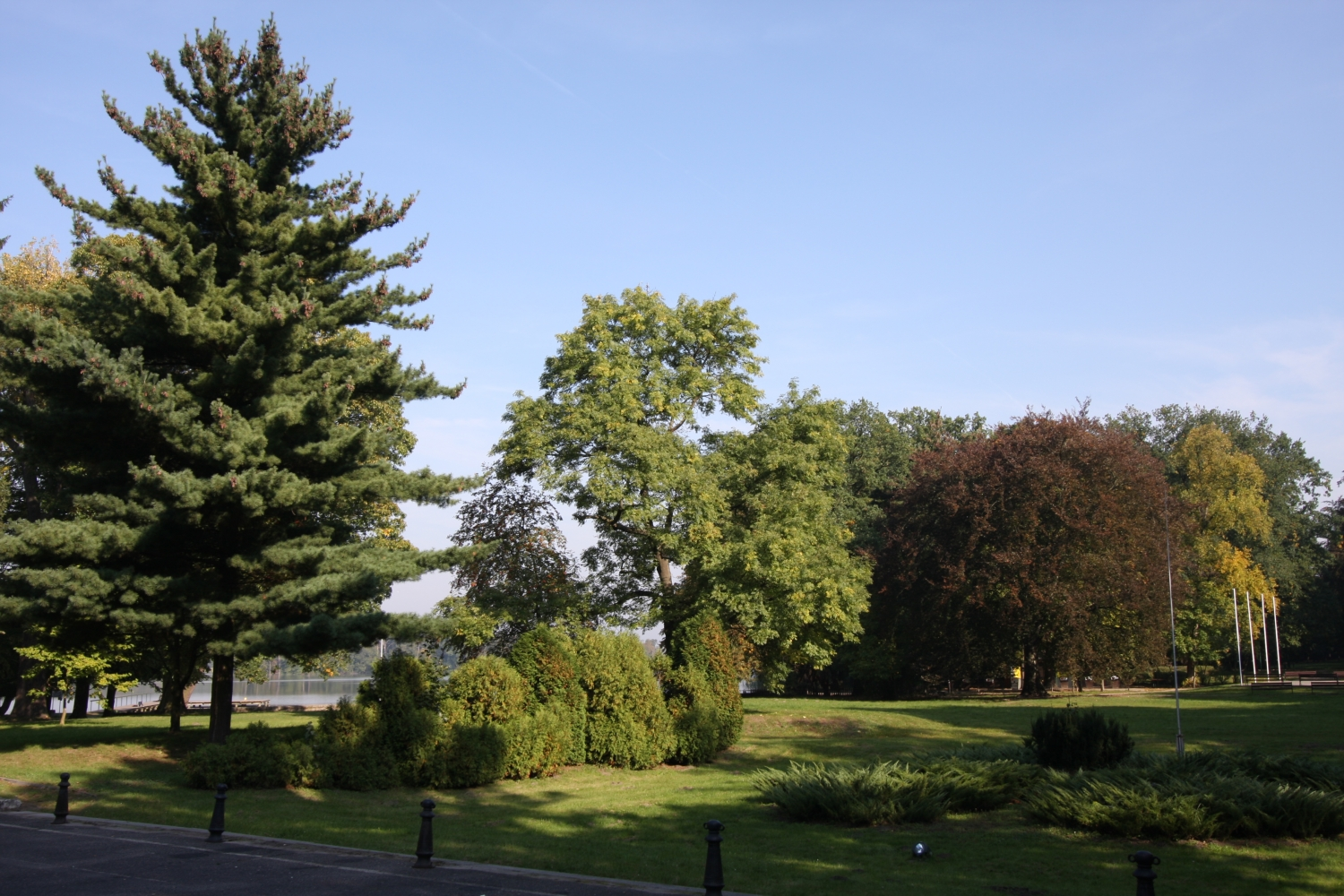
Park przypałacowy w Wolsztynie
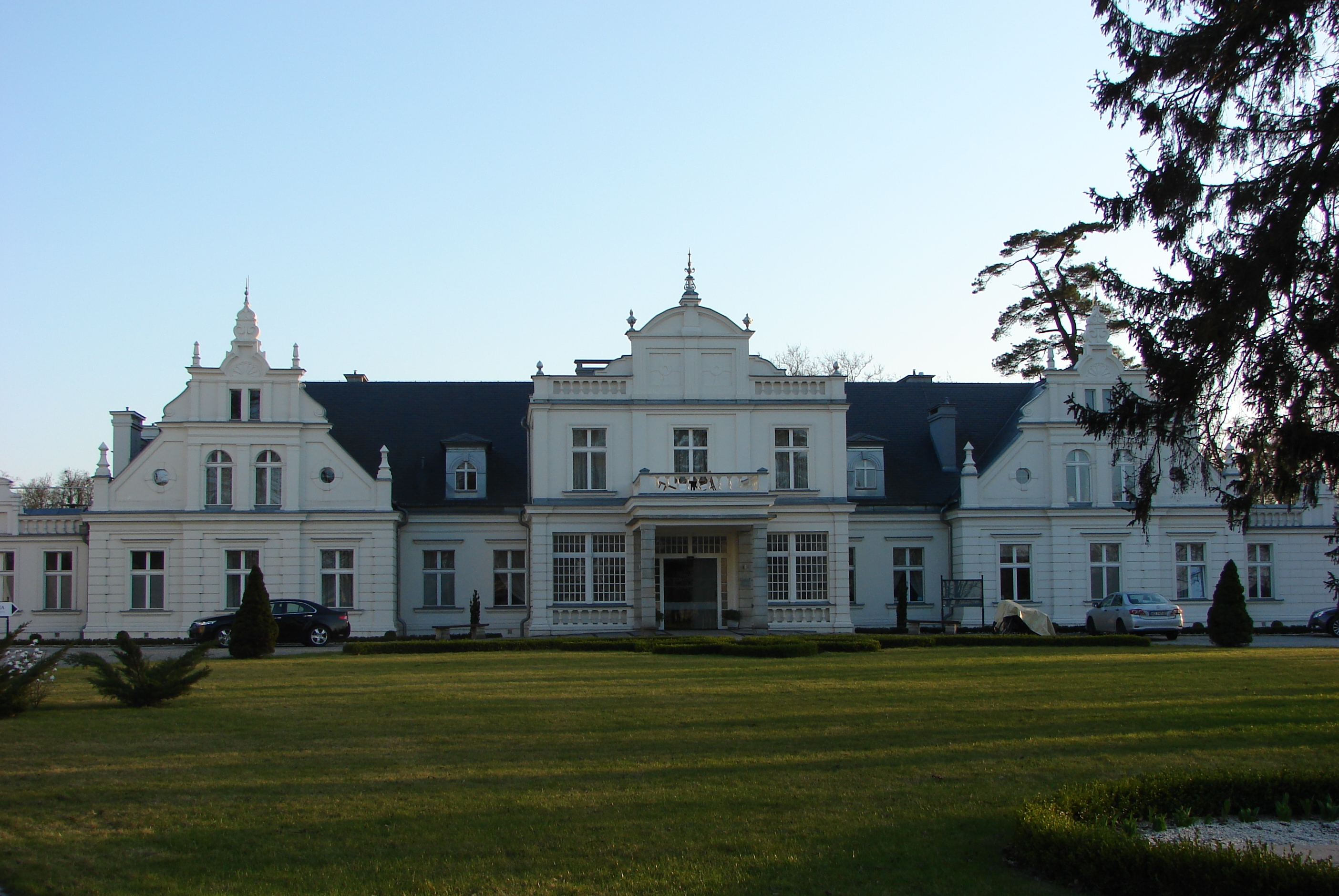
Pałac w Turznie, własność Władysława Gajewskiego, wnuka  płka Franciszka Gajewskiego
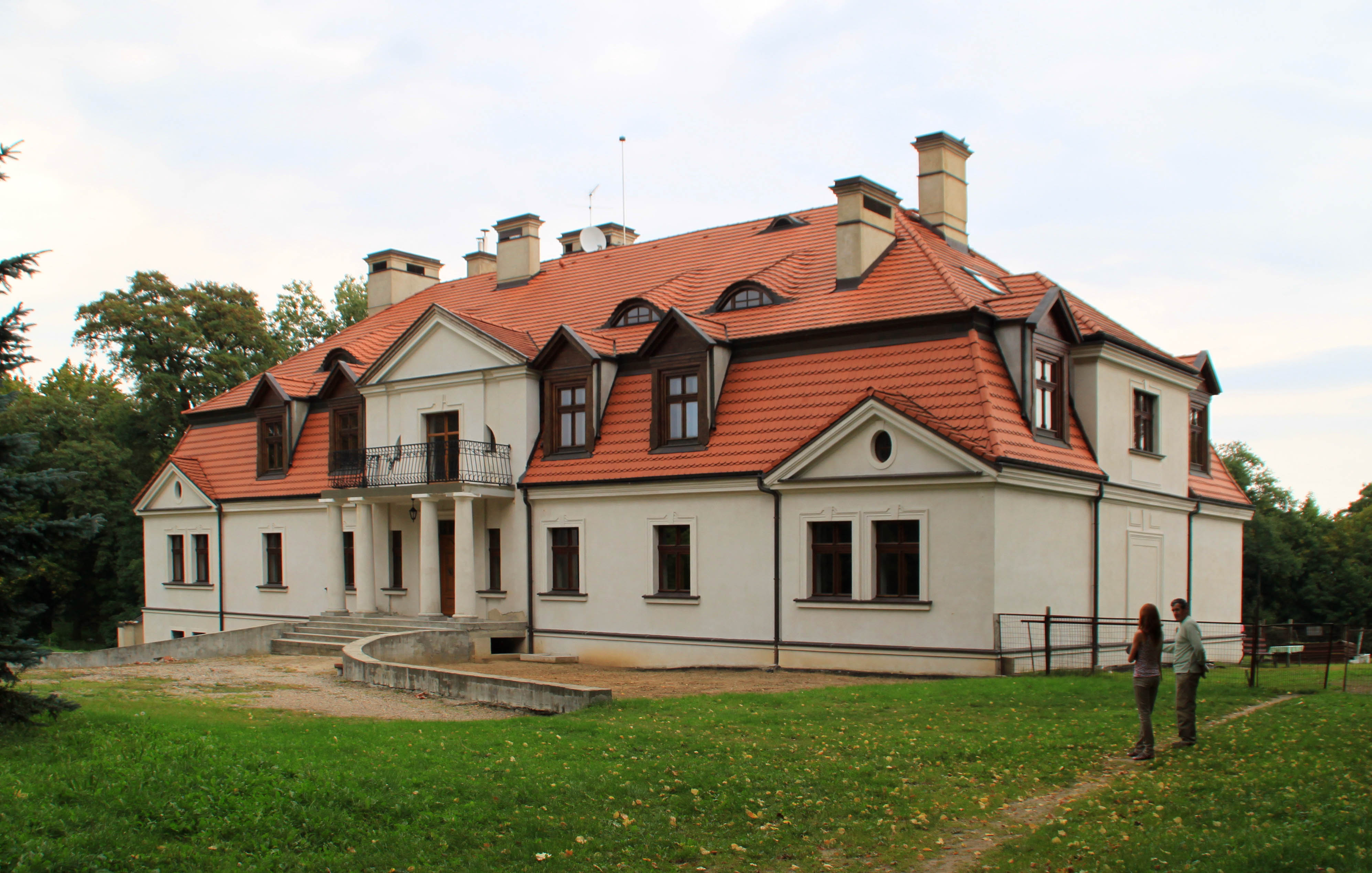
Barokowy dwór w Górze zbudowany w końcu XVIII w. przez Gajewskich, przebudowany w XIX w.
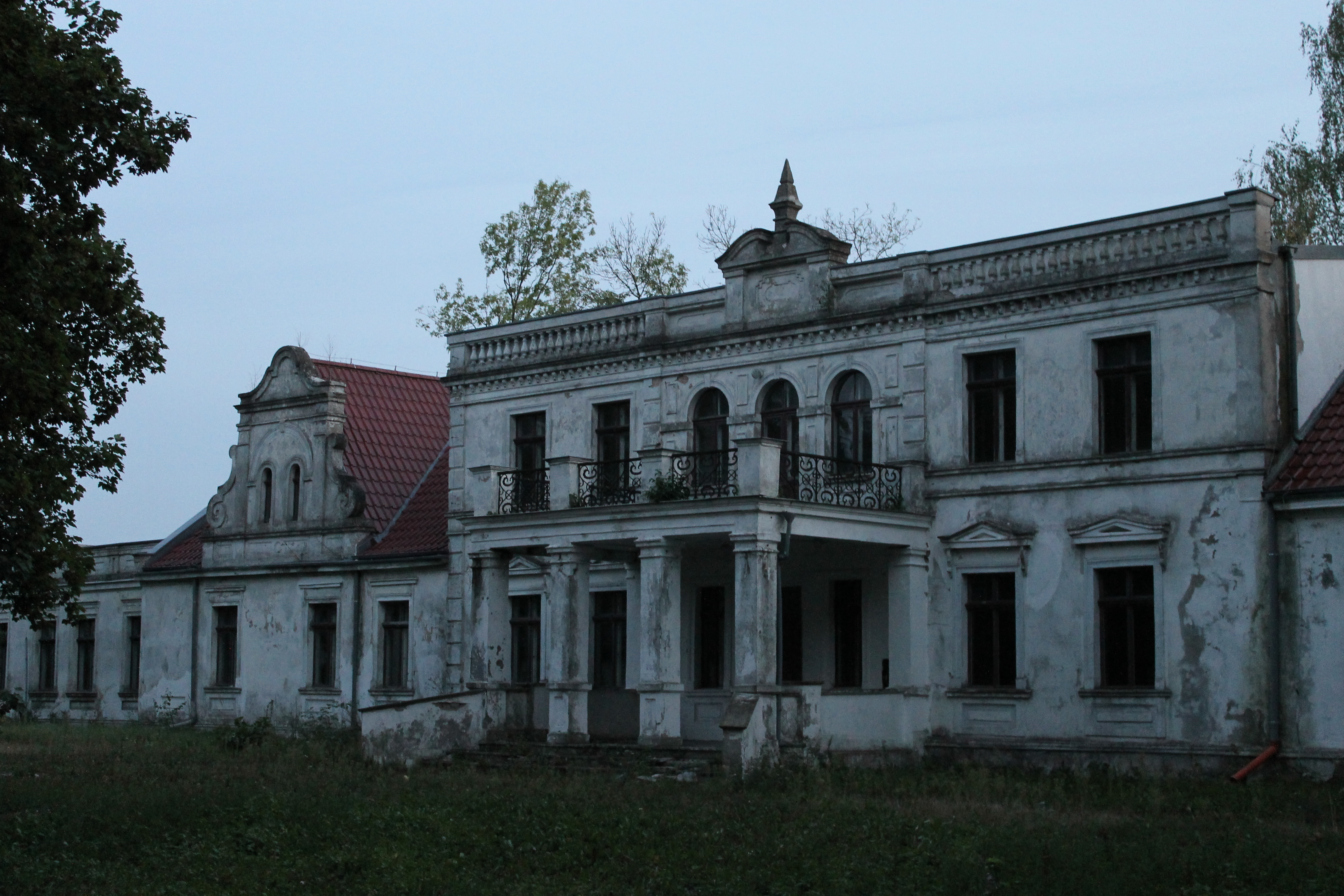
Elkektyczny pałac w Wałyczu, własność Józefa i Łucji Gajewskich (ich syn Stanisław sprzedał majątek w 1902 r.[30])

## Przedstawiciele rodu

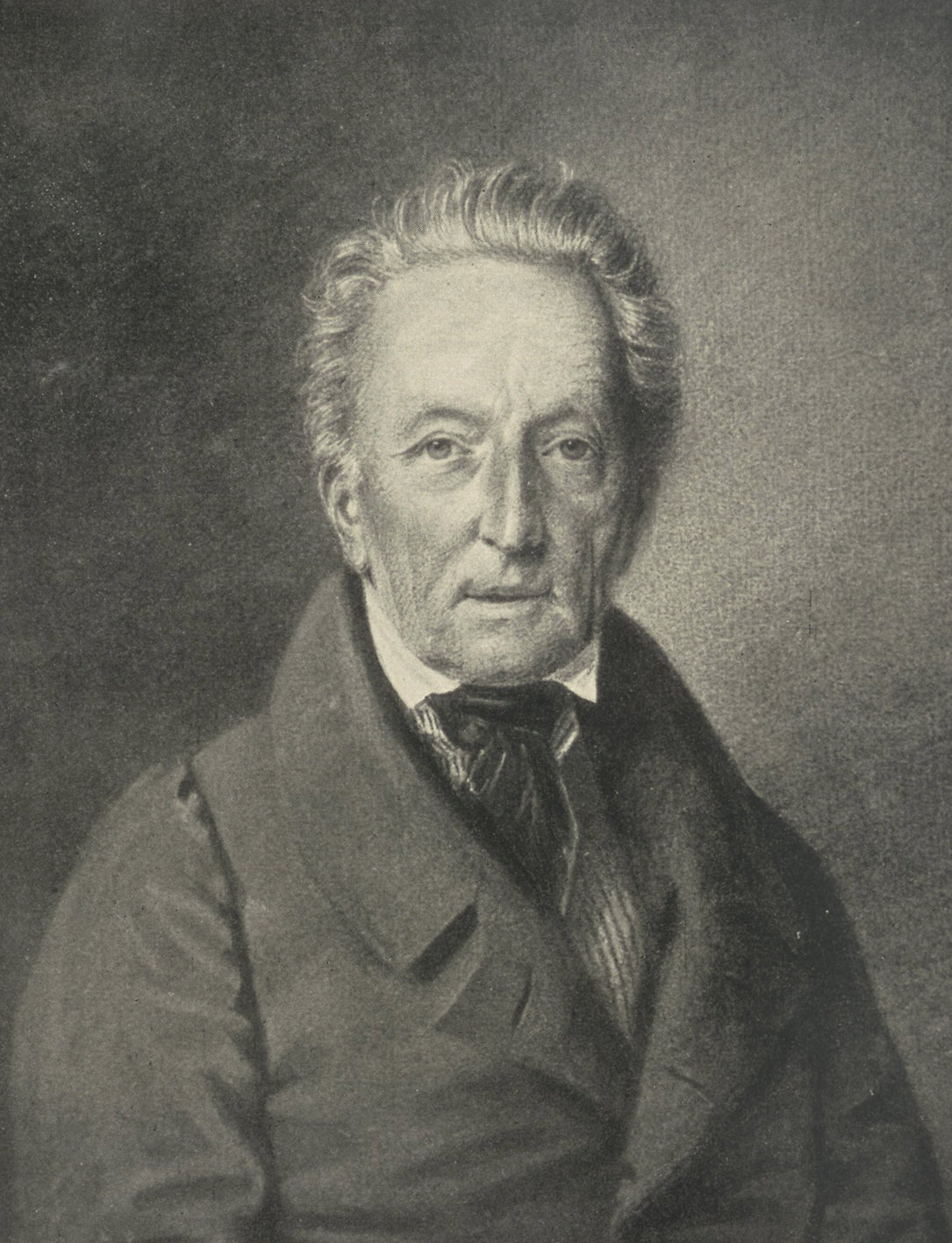
Adam Norbert Gajewski, dziedzic Wolsztyna, ojciec płka Franciszka Gajewskiego

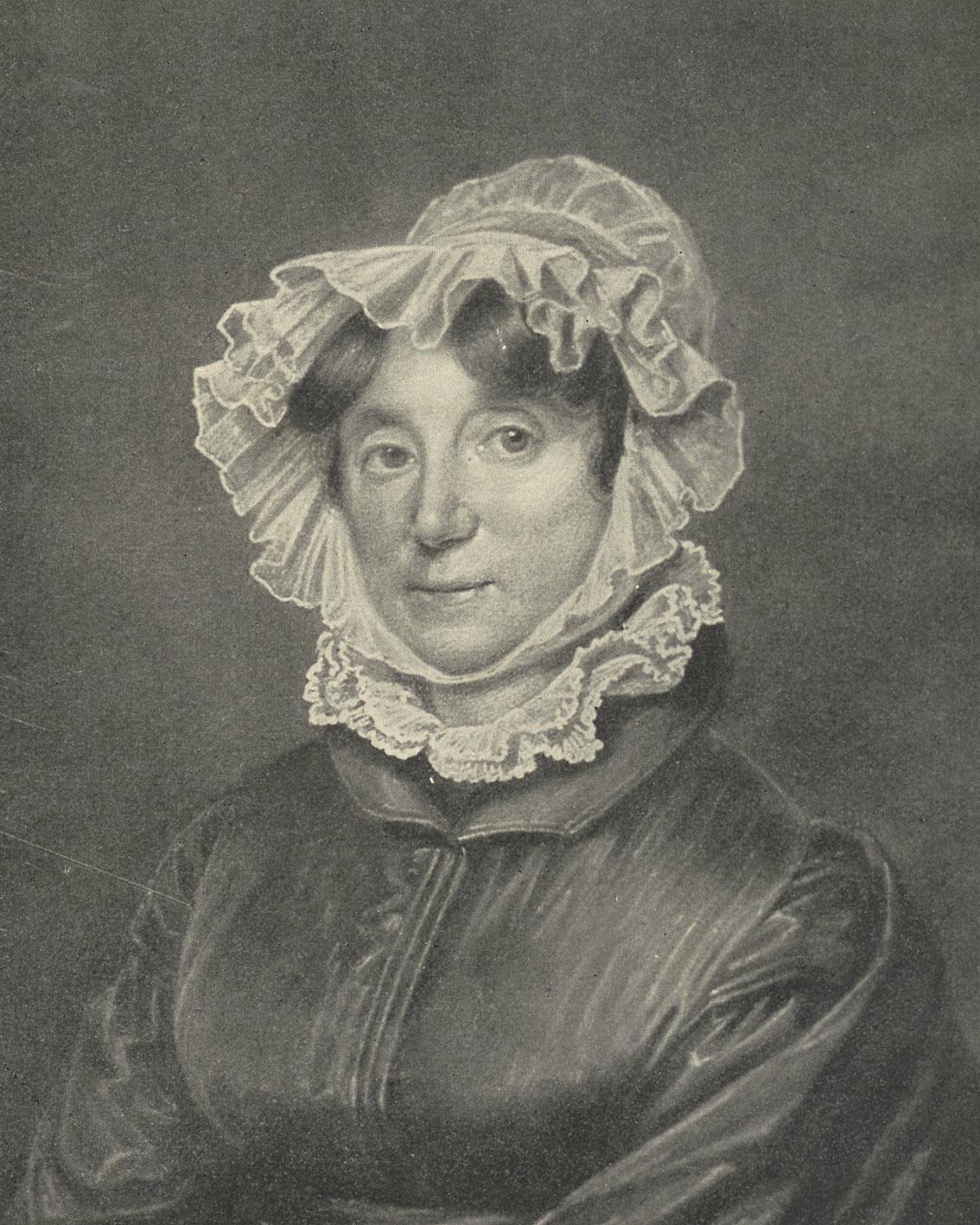
Eleonora z Garczyńskich Gajewska, matka płka Franciszka Gajewskiego

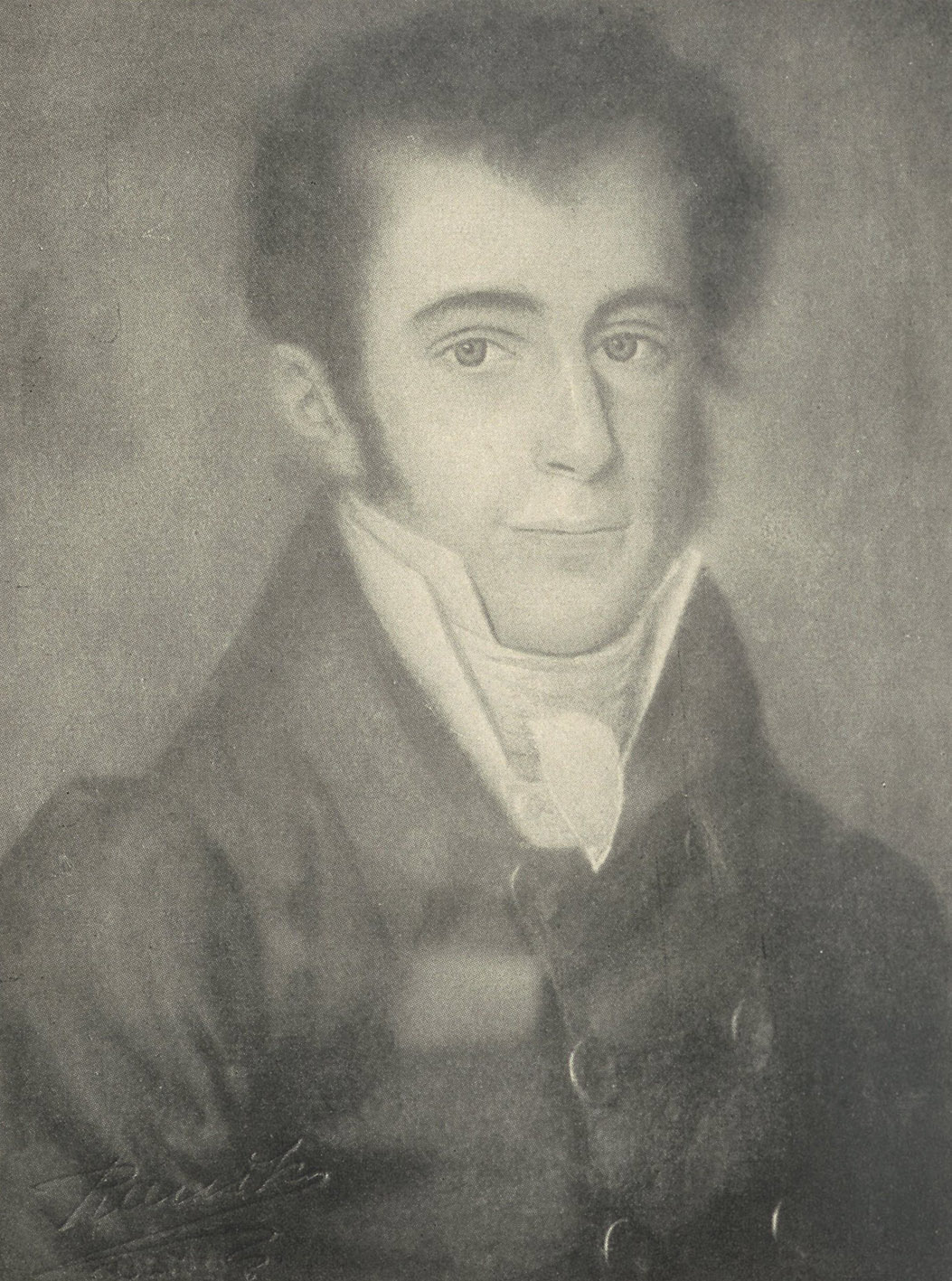
Ewaryst Gajewski

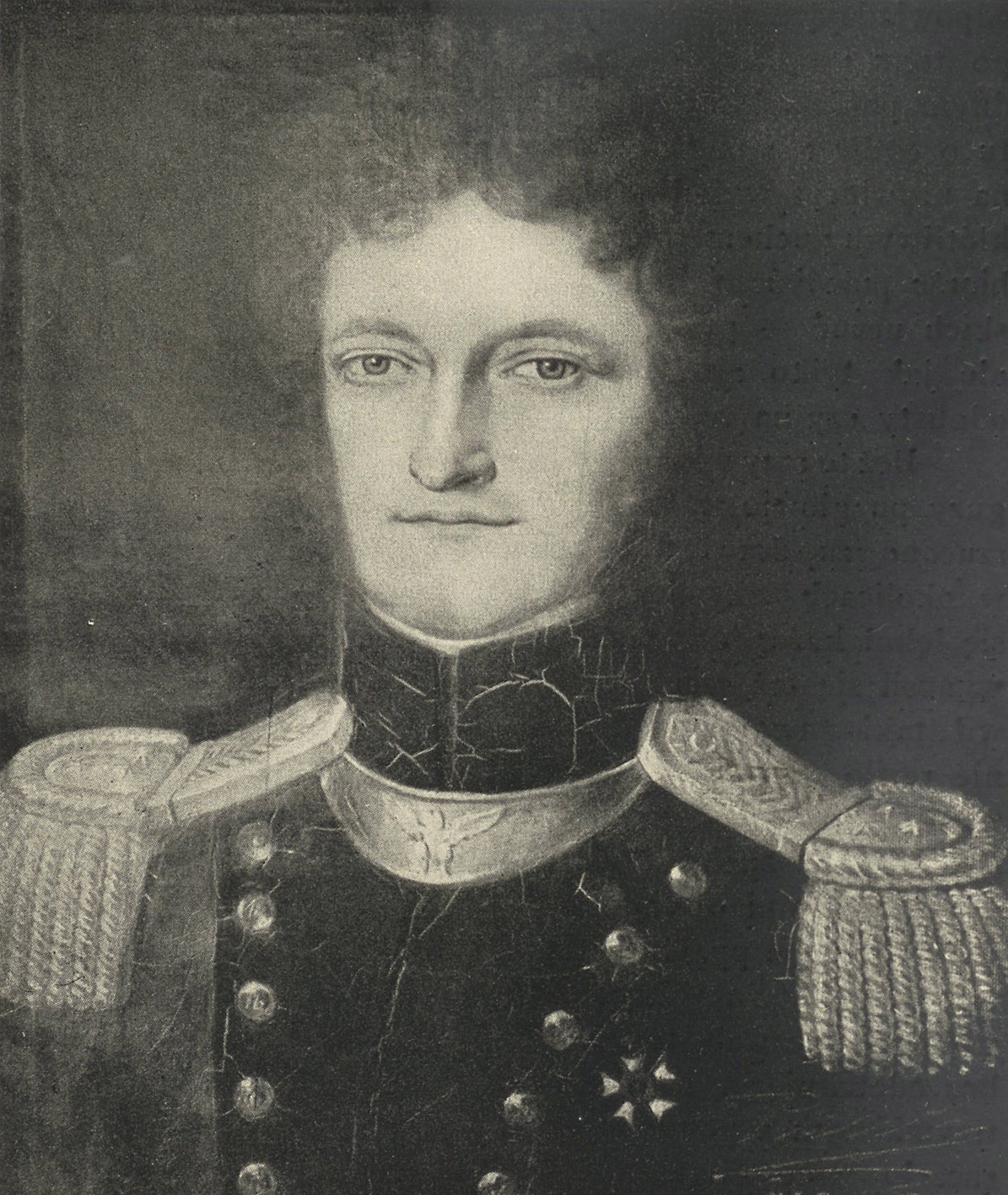
Ppłk Józef Gajewski

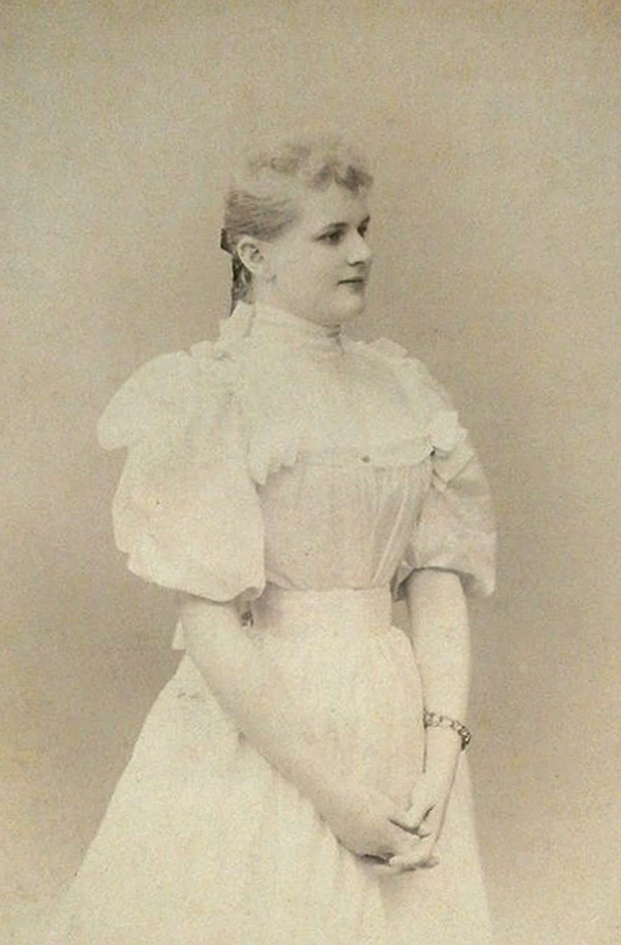
Felicja z hr. Mielżyńskich Gajewska

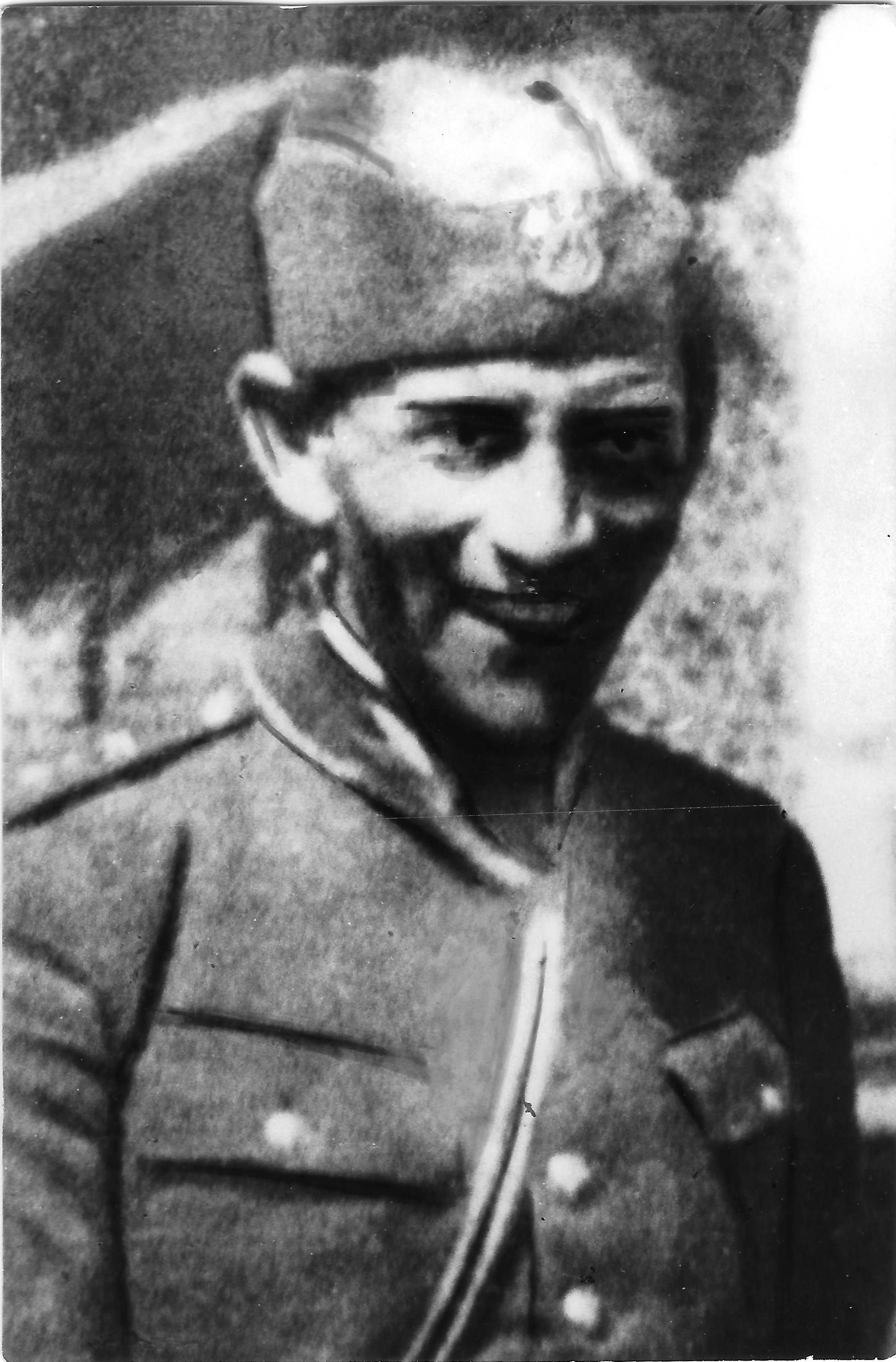
Rtm. Józef Gajewski, odznaczony Orderem Virtuti Militari i trzykrotnie Krzyżem Walecznych

- Wincenty Gajewski z Błociszewa (zm. przed 1564) – dziedzic Gaju i Grabianowa oraz części Błociszewa. Jako pierwszy z Błociszewskich od posiadanych dóbr Gaj począł pisać się Gajewskim, dając początek rodzinie tego nazwiska. Jego ojcem był Piotr Błociszewski a dziadem Mikołaj z Błociszewa. W związki małżeńskie wstępował dwukrotnie. Jego pierwszą żoną była Anna Strzedzewska a drugą Zofia, córka Jana Sepińskiego.

- Erazm Gajewski (zm. przed 1593) – dziedzic Gaju oraz części Błociszewa i Grabianowa, właściciel wsi Luczyny oraz połowy Zador i Roszkowa, burgrabia ziemski kościanski. Jego ojcem był Wincenty Gajewski a matką Zofia, córka Jana Sepińskiego herbu Nowina. W związki małżeńskie wstępował dwukrotnie. Jego pierwszą żoną była Ewa Bułakowska a drugą Elżbieta Cielecka, córka Mikołaja, komornika kaliskiego i Magdaleny z Galewskich.

- Jan Gajewski (zm. w 1595) – dziedzic Gaju oraz części Błociszewa i Grabianowa, właściciel Grodźca, Nietrzanowa, Gorzyczek i innych, marszałek sejmu koronacyjnego (1588), poseł na sejm, pisarz grodzki kaliski (1566-1578), podstarości i surogator grodzki poznański (1578-1582), sędzia ziemski poznański (1582-1595). Był synem Wincentego Gajewskiego i Zofii Sepińskej. Jego małżonką była Barbara, córka Piotra Czackiego. Jan Gajewski z Błociszewa w 1595 roku dopuścił do herbu Ostoja Wojciecha Chudzińskiego[31].

- Łukasz Gajewski (zm. ok. 1618) – dziedzic dóbr w Gaju, Przysiece Polskiej, Gorzycach, Gorzyczkach, Czaczu i innych. Był synem Erazma i Elżbiety Cieleckiej[32]. Ożenił się z Anną Czacką 1v. Rozdrażewską, córką Baltazara Czackiego, komornika ziemskiego poznańskiego[33].

- Wojciech Gajewski (zm. w 1609) – dziedzic dóbr Gorzyce, Gorzyczki, Przysieka Polska, Głuchowo i innych, starosta ujsko-pilski, dworzanin króla Zygmunta III Wazy. Był synem Jana Gajewskiego, sędziego ziemskiego poznańskiego i Barbary z Czackich. Jego małżonką była Jadwiga Szczawińska. Wojciech Gajewski jako młody człowiek odbył wiele podróży po Europie. Studiował filozofię i prawo. Edukację rozpoczął na uniwersytecie w Lipsku w 1587 roku. Następnie studiował filozofię w Heidelbergu. W latach 1591–1593 kształcił się w Bazylei, Strasburgu i Padwie.

- Wojciech Gajewski (zm. 1657) – kasztelan rogoziński, starosta wschowski, elektor Jana II Kazimierza Wazy z województwa poznańskiego w 1648, poseł na sejmy (1662, 1665, 1667), dziedzic dóbr w Czaczu, gdzie wzniósł murowany kościół. Był synem Łukasza i Anny Czackiej. Jego dziadkiem był Erazm Gajewski, burgrabia kościański. Ożenił się z Apolinarą Opalińską.

- Łukasz Gajewski (zm. 1708) – kasztelan santocki w 1690 r. Był synem Wojciecha, kasztelana rogozińskiego i Apollinary z Opalińskich. Ożenił się z Elżbietą Kuczborską.

- Franciszek Gajewski (1675-1734) – kasztelan konarski kujawski w 1730 r., starosta kościański. Był synem Łukasza Gajewskiego, kasztelana santockiego i Elżbiety Kuczborskiej. Ożenił się z Wiktorią Choińską h. Abdank.

- Antoni Gajewski (zm. 1775) – starosta kościański i łęczycki, kasztelan nakielski, poseł województwa kaliskiego na sejm 1744 roku, elektor króla Stanisława Augusta Poniatowskiego z województwa kaliskiego. Był synem Franciszka, kasztelana i Wiktorii Choińskiej. Ożenił się z Izabelą Mycielską. Posiadał Górę i Zalesie.

- Rafał Tadeusz Gajewski (1714-1776) – dziedzic Wolsztyna, starosta gnieźnieński, kasztelan rogoziński, chorąży wschowski, poseł na sejm, elektor króla Stanisława Augusta, Kawaler Orderu Świętego Stanisława. Był młodszym synem Franciszka i Wiktorii Choińskiej. W związki małżeńskie wstępował dwukrotnie. Jego pierwszą żoną była Józefa Mielżyńska a drugą Katarzyna Tworzyańska.

- Adam Norbert Gajewski (1755-1834) – dziedzic Wolsztyna, prezes trybunału apelacyjnego w Poznaniu w okresie Księstwa Warszawskiego[22]. Był synem Rafała Tadeusza i Katarzyny Tworzyańskiej. Ożenił się z Eleonorą, córką Stefana Garczyńskiego, generał majora wojsk koronnych, adiutanta króla Stanisława Augusta[22] i Weroniki z Krzyckich[34].

- Bonawentura Gajewski (zm. po 1812) – komisarz cywilno-wojskowy powiatu kaliskiego, rotmistrz chorągwi 3. Brygady Kawalerii Narodowej do 1786 r. Był synem Rafała Tadeusza i Katarzyny Tworzyańskiej. Ożenił się z Anną Marią Mielżyńską.

- Franciszek Gajewski (1792-1868) – pułkownik, adiutant cesarza Napoleona I, kawaler Legii Honorowej, uczestnik powstania listopadowego, dowódca dywizjonu 1 Pułku Jazdy Kaliskiej. Był synem Adama Norberta i Eleonory z Garczyńskich. Z małżonki Emilii Garczyńskiej pozostawił synów: Ewarysta i Józefa[35]. Autor wspomnień opublikowanych w dwóch tomach przez wydawnictwo - Zdzisław Rzepecki i S-ka w 1913 roku. O swym domu rodzinnym tak pisał: Uderzało mnie to w domu rodzicielskim, że rozmawiano pomiędzy sobą zawsze po francusku, ze służącymi i ludem prostym po polsku, a po niemiecku z każdym przybywającym urzędnikiem, że słyszałem zawsze komendę niemiecką, gdy wojsko przechodziło przez Wolsztyn. Zapytałem się ojca mego o przyczynę tej rozmaitej mowy: Bośmy przestali być wolnym narodem – mówił ojciec ze łzami w oczach. – Niema już Polski, Niemcy i Moskale rozszarpali ojczyznę naszą, wszakże pamiętaj, synu, żeś się rodził Polakiem, nie przestawaj nigdy kochać ojczyzny, a nie służ nigdy ciemiężycielom narodu twego; kara albowiem Boska spadnie rychlej lub później na grabieżników, Bóg sprawiedliwy[36].

- Józef Gajewski (zm. 1831) – podpułkownik Wojska Polskiego Królestwa Kongresowego, dowódca 16 Pułku Piechoty Liniowej, uczestnik powstania listopadowego. Poległ 26 V 1831 r. w bitwie pod Ostrołęką. Był synem Bonawentury i Anny Marii z Mielżyńskich[37]. Ożenił się z Józefą Wincencją Anielą Rychłowską.

- Apolinary Gajewski (1801-1870) – dziedzic dóbr Wroniewy i Wolsztyn, ppor. Legii Litewskiej, uczestnik powstania listopadowego[38]. Był synem Adama Norberta i Eleonory z Garczyńskich. Kształcił się w Berlinie i w Heidelbergu. W latach 1827–1830 odbył podróż do Włoch w towarzystwie Stefana Garczyńskiego, swego krewnego. Po powrocie do kraju wziął udział w powstaniu. W odziedziczonym po rodzicach Wolsztynie wzniósł pałac o charakterze neorenesansowym w 1845 r. Ożenił się z Eleonorą, córka Franciszka Garczyńskiego i Katarzyny z Radolińskich. Zmarł 21 VIII 1870 r. w Wolsztynie[39]. Jego małżonka, Eleonora Garczyńska, zapisała się w pamięci potomnych dobroczynnością na rzecz Sióstr Miłosierdzia i kościoła w Wolsztynie. Była prezydentką Towarzystwa Pań Miłosierdzia św. Wincentego à Paulo oraz Stowarzyszenia Matek Chrześcijańskich w Wolsztynie[40].

- Mirosław Gajewski, ps. Mir (1867–1931) – artysta malarz, rysownik, dziennikarz. Kształcił się w Charkowie i w Petersburgu. Od 1893 związany był ze środowiskiem warszawskim. Wystawiał swoje prace w Towarzystwie Zachęty Sztuk Pięknych, Salonie Krywulta oraz w Towarzystwie Przyjaciół Sztuk Pięknych w Krakowie. Był także ilustratorem, publicystą i karykaturzystą. Pozostawił po sobie liczne portrety, wykonane najczęściej w technice pastelu[41].

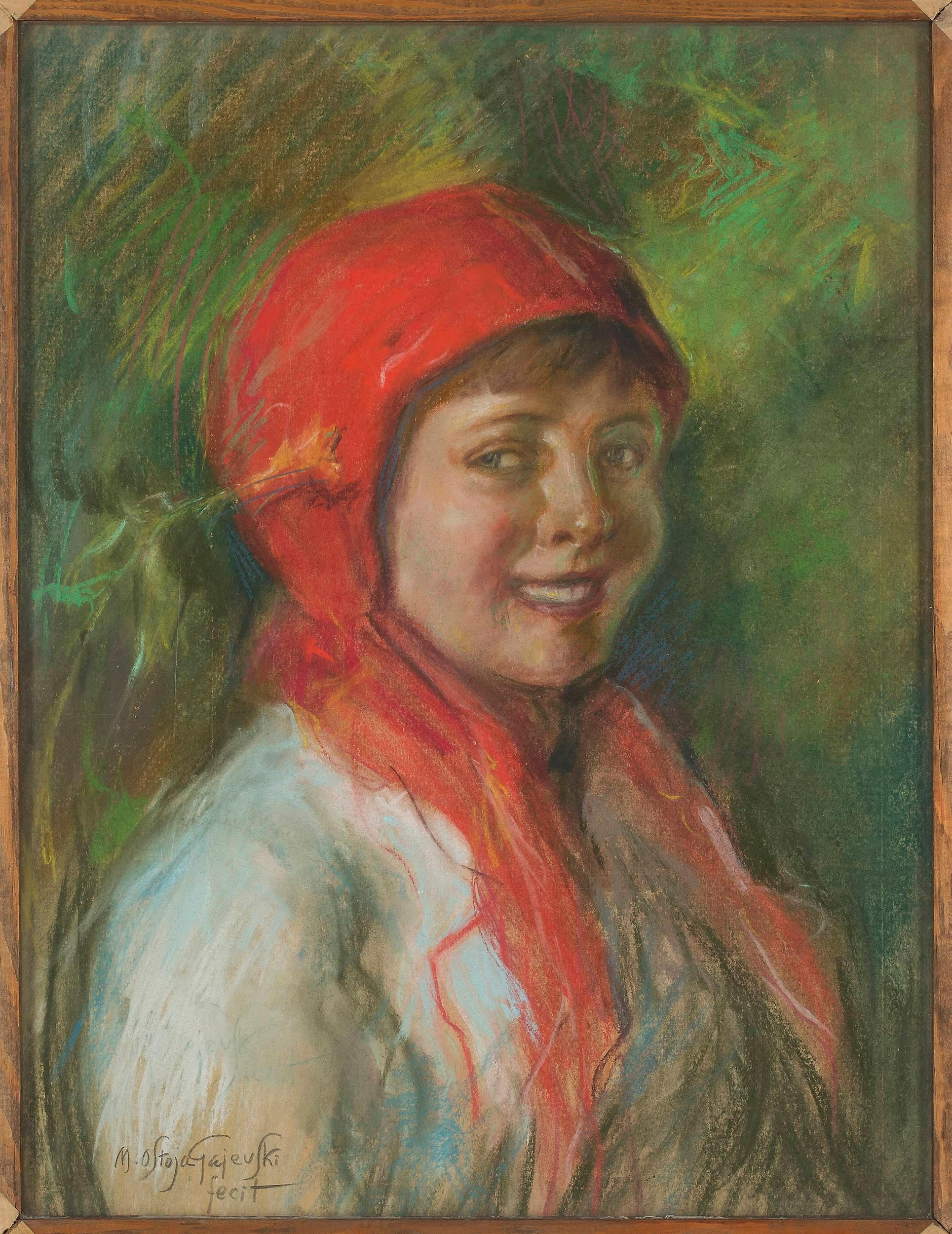
Dziewczynka - pastel M. Gajewskiego
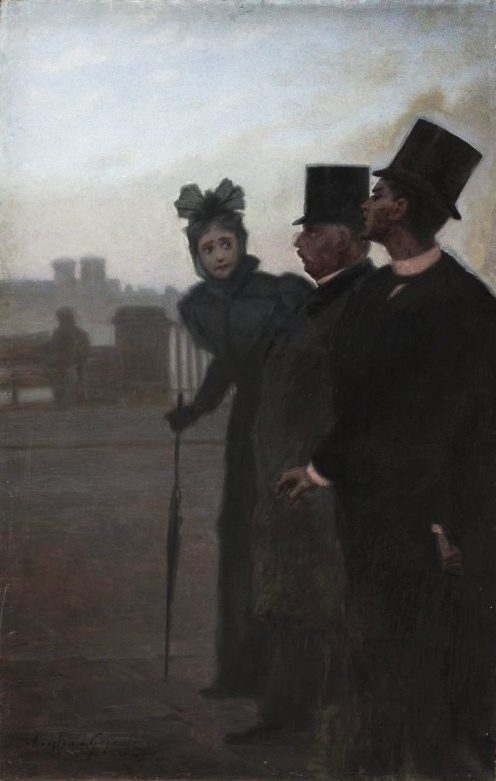
Przejście - obraz M. Gajewskiego
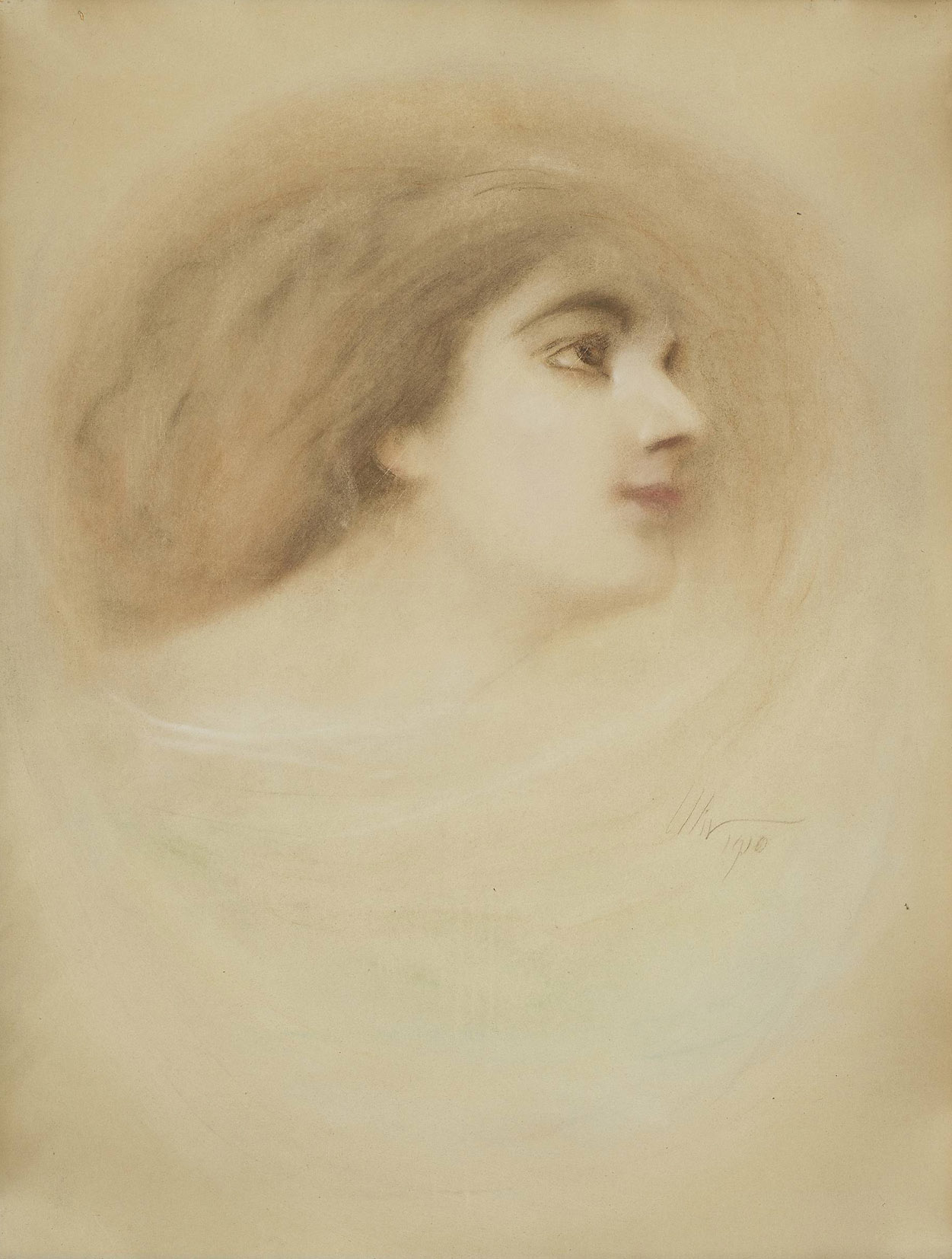
Profil kobiety - pastel M. Gajewskiego
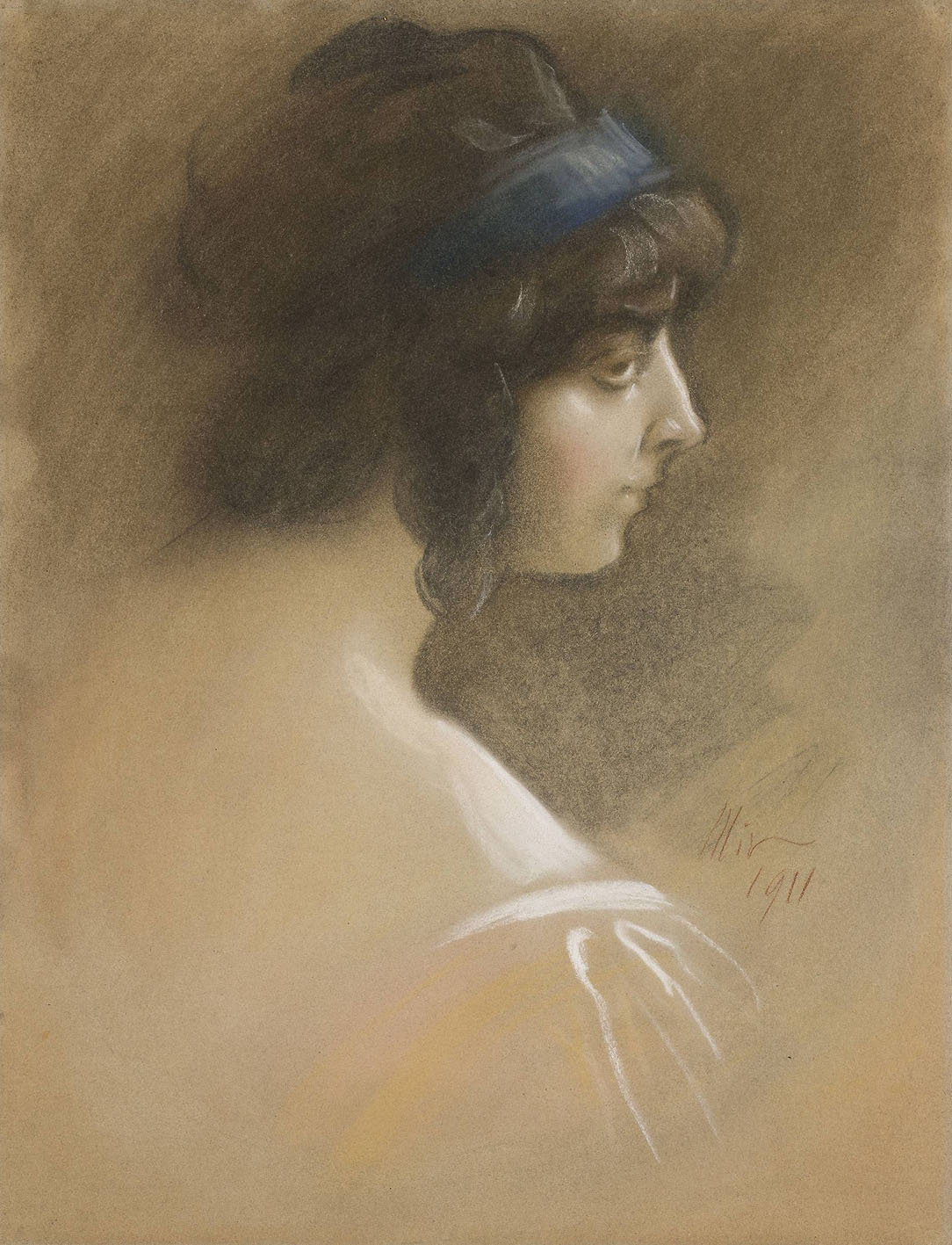
Portret kobiety - pastel M. Gajewskiego

- Maria z Gajewskich hr. Potocka (1863–1927) – ziemianka, działaczka społeczna, prezes Towarzystwa Ziemianek Polskich na Pomorzu. Była córką Józefa i Łucji z Działowskich,  właścicieli dóbr Piątkowo[26], Wałycz, Mgowo i innych. Poślubiła Oswalda hr. Potockiego h. Pilawa, syna mjra wojsk austriackich Nikodema i Ludwiki księżnej Jabłonowskiej. Współpracowała z Komitetem Narodowym Polskim w Paryżu[42]. W latach 1911–1921 pełniła funkcję prezesa Towarzystwa Ziemianek Polskich na Pomorzu[43]. Zginęła 30 VI 1927 r. w wypadku w Napolu[44].

- Felicja z hr. Mielżyńskich Gajewska (1877-1939) – ziemianka, działaczka społeczna, członkini Towarzystwa Naukowego w Toruniu, wiceprezes Towarzystwa Ziemianek Polskich na Pomorzu, odznaczona Medalem Niepodległości. Była córką Macieja Eliasza hr. Mielżyńskiego i Teresy z Mycielskich. Wyszła za mąż za Władysława Gajewskiego (1867-1925), właściciela majątku Turzno, syna Józefa i Łucji z Działowskich, wnuka po mieczu płka Franciszka Gajewskiego. Była jedną z założycielek Pomorskiego Towarzystwa Opieki nad Dzieckiem oraz Domu Dziecka w Lubiczu. Zmarła w 1939 roku w Poznaniu i została pochowana w grobowcu rodzinnym, w podziemiach kościoła w Wielkiej Łące[45].

- Józef Gajewski ps. Tomek (1908-1970) – rotmistrz, podpułkownik, odznaczony Orderem Virtuti Militari i trzykrotnie Krzyżem Walecznych. Urodził się w Warszawie 19 III 1908 r. Kształcił się w Państwowym Studium Nauczycielskim w Działdowie. Uczestniczył w kampanii wrześniowej 1939 r. Był dowódcą oddziału partyzanckiego działającego w ramach POS "Jerzyki". W 1944 roku został wcielony do 27 Wołyńskiej Dywizji Piechoty Armii Krajowej. Po rozbrojeniu dywizji działał w strukturach WiN. W roku 1946 został aresztowany i skazany na 15 lat więzienia (zwolniony w 1956 roku w wyniku amnestii). Po rehabilitacji awansowano go do stopnia podpułkownika. Zmarł 6 X 1970 r. w Warszawie i spoczął na Powązkach[46].